# Wunsch, Indianer zu werden
Wunsch, Indianer zu werden ist eine aus nur wenigen Zeilen bestehende Prosaskizze von Franz Kafka, die 1913 im Sammelband Betrachtung erschien.

## Inhalt
Der Wunsch, Indianer zu werden wird beschworen für die Vorstellung, sich auf einem rennenden Pferd erst der Sporen, dann der Zügel zu entledigen. Und schon sieht sich der Reiter sogar ohne Pferdehals und Pferdekopf.

## Sprachstil
Die kleine Skizze besteht aus einem einzigen Satz in der Möglichkeitsform. Er wird vielfach verlängert durch Nebensätze und wirkt wie atemlos. Sprachlich wird Dynamik ohne Bodenhaftung dargestellt. Die Formulierungen wie „schief in der Luft“ und „kurz erzitterte über dem zitternden Boden“ erwecken fast mehr den Eindruck eines Fluges als eines Ritts.

## Textanalyse und Deutungsansatz
Das Wegwerfen der Sporen und der Zügel scheint noch schlüssig. Reitende Indianer benutzen weder Sporen noch Zügel. Dass sich aber angesichts des weiten Landes auch Pferdehals und Pferdekopf verflüchtigt, tut eine irreale Sicht auf. Es verschwinden die Teile, an denen sich der Reiter festhalten könnte, also seine Fixpunkte.
Der Eingangssatz lässt an die Wunschvorstellung von Kindern denken. Die weitere Ausführung erscheint wie eine Loslösung von der Materie, wie eine manische Freiheits- und Abenteuersuche, die zugleich Verunsicherung ohne Bezugspunkt ausdrückt.

## Ausgaben
- Franz Kafka. Sämtliche Erzählungen. Herausgegeben von Paul Raabe. Fischer-Taschenbuch-Verlag, 1970. ISBN 3-596-21078-X.
- Franz Kafka Die Erzählungen Originalfassung Fischer Verlag 1997  Roger Herms ISBN 3-596-13270-3
- Franz Kafka: Drucke zu Lebzeiten. Herausgegeben von Wolf Kittler, Hans-Gerd Koch und Gerhard Neumann. Fischer Verlag, Frankfurt/Main 1996, ISBN 3-10-038152-1, S. 32.

## Sekundärliteratur
- Chr. Bezzel: Natur bei Kafka. Studien zur Ästhetik des poetischen Zeichens. Hans Carl, Nürnberg 1964.
- Hartmut Binder, Kafka-Kommentar zu sämtlichen Erzählungen (Winkler Vlg., München 1975), S. 115–16.
- James Rolleston: 'Die Erzählungen: das Frühwerk', in: H. Binder (Hrsg.), Kafka-Handbuch, Bd. 2 (A. Kröner Vlg, Stuttgart 1979), S. 252–53.
- Karl Hotz: '"Wunsch, Indianer zu werden". Bericht über ein Kafka-Projekt', Diskussion Deutsch 14 (1983) Nr. 72, S. 418–33.
- Hartmut Binder: '"Desiderio di diventare un indiano" e altri sogni di fanciullo. I libri preferiti di Kafka', in: G. Farese (Hrsg.), Kafka oggi (Adriatica, Bari 1986), S. 165–88.
- Micha Wertheim: Wunsch, Indianer zu werden: een onderzoek naar de betekenis van het reismotief in het werk en leven van Franz Kafka […: Eine Untersuchung zur Bedeutung des Reisemotivs im Werk und Leben Franz Kafkas]. Doktoralarbeit Kulturwissenschaften, Universiteit Maastricht. Begleiter: A. Labrie; zweiter Beurteiler: H. Pott. Maastricht, 1998.
- Peter-André Alt: Franz Kafka - Der ewige Sohn.  Verlag C.H. Beck, München 2005, ISBN 3-406-53441-4.

Inspiriert durch Kafkas Geschichte:
- Peter Henisch: Vom Wunsch, Indianer zu werden. Wie Franz Kafka Karl May traf und trotzdem nicht in Amerika landete (Fischer Taschenbuch, 12868). Frankfurt/M.: Fischer Taschenbuch Verlag, 1996. - S. dazu W.F. Quirk: ‘Der Roman als Séance. Literatur, Darstellung und Schriftlichkeit in Peter Henischs Vom Wunsch, Indianer zu werden’, in: W. Grünzweig & G. Fuchs (Hrsg.), Peter Henisch (Dossier, 21) (Graz: Droschl, 2003), S. 118–32.